# Heerlijkheid Tannheim
Tannheim was een tot de Zwabische Kreits behorende heerlijkheid binnen het Heilige Roomse Rijk.
Tannheim in Baden-Württemberg was de ambtszetel van een stadhouder van de abdij Ochsenhausen.
Paragraaf 24 van de Reichsdeputationshauptschluss van 25 februari 1803 kende het ambt Tannheim met uitzondering van het dorp Winterrieden toe aan de graaf von Schaesberg wegens het verlies van Kerpen en Lommersum.
Artikel 24 van de Rijnbondakte van 12 juli 1806 stelde de heerlijkheid Tannheim onder de soevereiniteit van het koninkrijk Württemberg: de mediatisering.